# Max Sailer
Max Sailer (Esslingen am Neckar, 20 dicembre 1882 – Esslingen am Neckar, 5 febbraio 1964) è stato un pilota automobilistico e ingegnere tedesco che dal novembre 1934 divenne direttore tecnico alla Mercedes-Benz sostituendo il defunto Hans Nibel fino alla fine del 1941. Venne sostituito a sua volta da Fritz Nallinger.
Partecipò a diverse manifestazioni sportive in cui dapprima la Mercedes e successivamente la Mercedes-Benz furono presenti. Tra queste manifestazioni va ricordata la 500 Miglia di Indianapolis del 1923.